# Bakum
Bakum è un comune di 6 577 abitanti della Bassa Sassonia, in Germania.
Appartiene al circondario (Landkreis) di Vechta (targa VEC).